# Повстання Наливайка
Повстання  під проводом Северина Наливайка — козацьке повстання в Речі Посполитій під проводом Северина Наливайка та Григора Лободи супроти шляхти у 1594–1596 роках. Окрім соціальних причин значно зумовлене спробою закріплення утримання у складі коронного війська козацьких підрозділів, а також визнання козацьких порядків.

## Хід повстання
У липні 1594 року, повернувшись з загоном козаків після походу в Молдавію супроти османів, С. Наливайко розіслав шляхті вимоги щодо утримання козацьких підрозділів, а також визнання козацьких порядків. Законність своїх вимог козацькі лідери обґрунтовували участю в загальнохристиянській боротьбі з мусульманами. Та оскільки на той час небезпека вторгнення вже минула, шляхта почала чинити опір реалізації козацьких вимог. Так, була здійснена спроба вибити Наливайка з Брацлава, де було облаштовано його резиденцію. Утім, коли шляхетські загони підтяглися до міста, козаки зробили нічну вилазку й розгромили супротивників.
Крім загонів Наливайка, на Східному Поділлі також квартирувалися запорожці Лободи та чимало реєстровців. Опанувавши Брацлавщину та Південну Київщину, козацькі загони подалися на Волинь та на землі Південної Білорусі. Тривале перебування регіону під козацькою опікою призвело до поширення бунтівних настроїв і серед інших верств населення. Козацьке військо, яке налічувало 12 тисяч осіб, здобуло Гусятин, Канів, Бар, Луцьк та інші міста. Наприкінці 1595 року і на початку 1596-го повстанський рух розгорнувся на Волині, Поділлі, Київщині, частково в Галичині. У Білорусь на допомогу повстанцям рушив козацький загін на чолі з гетьманом Матвієм Шаулою. В Білорусі повстання мало виразно антишляхетський характер.
Делегація шляхти з України на аудієнції в Сигізмунда III скаржилась, що козаки допекли їм гірше, ніж татари, і просила порятунку. Проте королівська влада тривалий час залишала волання лицарського стану без уваги оскільки у Варшави, як завжди, бракувало військ здатних приборкати козацький виступ. Окрім того, король не був певний щодо своєчасності приборкання козацтва взагалі, адже після неприємного конфузу з маршем татар через Галичину влада усвідомлювала, що Військо Запорозьке залишається чи не єдиною військовою потугою, здатною прикрити південні рубежі республіки.
Посполите рушення східних воєводств виглядало відверто слабко у порівнянні з арміями бунтівників, і з початком 1596 р. уряд уперше мобілізував проти них коронні війська — тридцять гусарських і дванадцять козацьких хоругов, чотири роти найманої піхоти й вісім рот вибранців, а також дві тисячі жовнірів кварцяних рот. Усього було мобілізовано вісім тисяч вояків, яким мали надавати допомогу чотири тисячі литовських військ.

### Білоцерківська битва
В грудні 1595 р. уряд Речі Посполитої вислав на приборкання повстання військові сили під командуванням польного коронного гетьмана Станіслава Жолкевського. В кінці січня 1596 року Наливайко з невеликим загоном (1500 осіб) відступив на Волинь, а звідти через уманські ліси до Білої Церкви. 23 березня (2 квітня) 1596 року загони С. Наливайка, М. Шаули, Г. Лободи об'єднались під Білою Церквою, де розгромили передові підрозділи шляхетських військ.

### Битва під Гострим Каменем
14 квітня відбулась битва під Каневом. В урочищі Гострий Камінь відбулася вирішальна битва. Після жорстокого бою повстанці були змушені відступити на Лубенщину. Проте шлях відступу далі був відрізаний новими коронними корогвами.

### Солоницький бій
Навесні 1596 року на Солониці під Лубнами повстанці були оточені переважними силами війська Речі Посполитої. Майже два тижні (з 25 травня) героїчно оборонялися козаки. С. Жолкевський пообіцяв реєстровцям амністію, якщо вони складуть зброю. Довідавшись про переговори козацької старшини з С. Жолкевським, повстанці запідозрили Г. Лободу у зраді й вбили його. Але частина старшини 28 травня (7 червня) 1596 року підступно схопила С. Наливайка, М. Шаулу та інших керівників повстання і видала їх Жолкевському. Під час переговорів військо Речі Посполитої зненацька напало на козацький табір. Тисячі повстанців, їхніх жінок і дітей було вбито. Тільки невеликий загін козаків на чолі з Криштофом Кремпським зумів вирватися з оточення і відступив на Запорожжя.
С. Наливайка та інших шістьох ватажків повстання було відправлено до Варшави, де 11 квітня 1597 року після нелюдських тортур їх стратили.
Віталій Михайловський трактує його як війну великих шляхтичів Василя Костянтина Острозького та Яна Замойського руками своїх клієнтів та слуг.

## Інтернет-ресурси
- Северин Наливайко. Козацька війна 1594—1596 років